# Oskar Svanlund
Oskar Svanlund, född 19 juni 1997, är en svensk professionell ishockeyspelare som spelar för  Mora IK  i Hockeyallsvenskan.
Hans moderklubb är Lerums BK och han har även spelat i Frölunda HC:s ungdomsverksamhet.
Lördag den 1 april 2017 var han med och avancerade Mora IK från Hockeyallsvenskan till Svenska hockeyligan, efter att i direktkvalet ha vunnit mot länsrivalen Leksands IF med 4–2 i matcher. I SHL-kvalet gjorde han 5 poäng varav 4 mål och 1 assist på 9 matcher.